# Старый Сантимир
Старый Сантимир (тат. Иске Исәнтимер) — татарское село в Новомалыклинском районе Ульяновской области. Входит в состав Среднесантимирского сельского поселения. Ранее входило в состав Старобесовского сельсовета.

## География
Расположено на реке Большой Черемшан в 15 км к северу-востоку от райцентра. 

## История
В феврале 1774 года состоялась битва между отрядами местных пугачёвцев и царскими войсками. Отряд повстанцев (около 700 человек) был разбит, 40 человек взято в плен, а поселения царские каратели сожгли.
В 1780 году в деревне Старой Сентемир, при реке Черемшане и устье речки Сентемира, ясашных татар, проживало 124 ревизских душ.
В 1900 году деревня Старый Сентемир входила в Старо-Бесовскую волость Ставропольского уезда Самарской губернии, в которой была: мечеть, татарская школа, водяная мельница.
В 1921 году выходцами из татарского села Старый Сантимир, которым не хватило земельной доли  при распределении земель близ своего села, основали село Эчкаюн. 
В 1928 году село вошло в Кошкинский район Самарской области.
С 1943 года село входит в Новомалыклинский район Ульяновской области.

## Население
| 1859 | 1889 | 1897 | 1910  | 2010 |
| ---- | ---- | ---- | ----- | ---- |
| 508  | ↗691 | ↗882 | ↗1012 | ↘316 |

Жители преимущественно татары (100 %) (2002).

## Инфраструктура
В 1996 году отделение СХПК имени Ульянова (бывший колхоз), школа, медпункт, мечеть.

## Достопримечательности
- Памятник-обелиск 64 воинам-землякам, погибшим в Великой Отечественной войне.
- На расстоянии от 1 до 2 км от села — 6 селищ медно-бронзового века, именьковской и болгарской культур.